# Зернятко надії
«Зернятко надії»[ISBN відсутній] — перша збірка художніх творів для дітей 6 — 12 років про Голодомор, що вийшла у видавництві «Свічадо» за підтримки Львівської міської ради. Упорядник — Людмила Юрченко. Видання рекомендоване Міністерством освіти і науки України.
Ініціаторами проєкту виступили Спілка української молоді та журнал «Крилаті». 
На основі надісланих на конкурс «Зернятко надії: дітям по Голодомор» матеріалів за допомогою педагогів і психологів-консультантів був сформований однойменний збірник художніх творів для дітей.
У книжці зібрано 17 творів — прозових та поетичних — в яких розповідається про Голодомор 1932-33 років. Трагічні події висвітлені з урахуванням вразливості дитячої психіки, аби маленькі читачі без агресивних сцен і натуралістичних подробиць могли відкривати для себе непрості сторінки нашої історії. 
Твори, вміщені в добірці, розраховані на дітей різного віку — від дитячого садочку до середньої школи.